# 太白山城站
太白山城站（朝鲜语：／ T'aebaeksansŏng yŏk */?）是位于朝鮮民主主義人民共和國黄海北道平山郡平山邑山城里的一個鐵路車站。屬於平釜線。

## 邻近车站
平釜线
平山站 - 太白山城站 - 汗浦站